# Selected Works: 1972-1999
| Recensione | Giudizio |
| ---------- | -------- |
| AllMusic   |          |

Selected Works: 1972-1999 è un album raccolta del gruppo musicale statunitense Eagles, pubblicato nel 2000.

## Tracce

### Disco 1
1. Take It Easy – 3:30 (Jackson Browne, Glenn Frey)
2. Hollywood Waltz – 4:01 (Glenn Frey, Don Henley, Bernie Leadon, Tom Leadon)
3. Already Gone – 4:15 (Robb Strandlund, Jack Tempchin)
4. Doolin Dalton – 3:26 (Jackson Browne, Glenn Frey, Don Henley, J.D. Souther)
5. Midnight Flyer – 3:58 (Paul Craft, Ken Harding)
6. Tequila Sunrise – 2:52 (Glenn Frey, Don Henley)
7. Witchy Woman – 4:11 (Don Henley, Bernie Leadon)
8. Train Leaves Here This Morning – 4:07 (Gene Clark, Bernie Leadon)
9. Outlaw Man – 3:29 (David Blue)
10. Peaceful Easy Feeling – 4:15 (Jack Tempchin)
11. James Dean – 3:37 (Jackson Browne, Glenn Frey, Don Henley, J.D. Souther)
12. Saturday Night – 3:19 (Glenn Frey, Don Henley, Bernie Leadon, Randy Meisner)
13. On the Border – 5:14 (Glenn Frey, Don Henley, Bernie Leadon)

### Disco 2
1. Wasted Time (Reprise) – 1:20 (Glenn Frey, Don Henley, Jim Ed Norman)
2. Wasted Time – 4:54 (Glenn Frey, Don Henley)
3. I Can't Tell You Why – 4:53 (Glenn Frey, Don Henley, Timothy B. Schmit)
4. Lyin' Eyes – 6:20 (Glenn Frey, Don Henley)
5. Pretty Maids All in a Row – 3:58 (Joe Vitale, Joe Walsh)
6. Desperado – 3:32 (Glenn Frey, Don Henley)
7. Try and Love Again – 5:10 (Randy Meisner)
8. The Best of My Love – 4:34 (Glenn Frey, Don Henley, J.D. Souther)
9. New Kid in Town – 5:03 (Glenn Frey, Don Henley, J.D. Souther)
10. Love Will Keep Us Alive – 4:02 (Jim Capaldi, Paul Carrack, Peter Vale)
11. The Sad Café – 5:33 (Glenn Frey, Don Henley, J.D. Souther, Joe Walsh)
12. Take It to the Limit – 4:47 (Glenn Frey, Don Henley, Randy Meisner)
13. After the Thrill Is Gone – 4:49 (Glenn Frey, Don Henley)

### Disco 3
1. One of These Nights (Intro) – 1:59 (Glenn Frey, Don Henley)
2. One of These Nights – 4:49 (Glenn Frey, Don Henley)
3. Disco Strangler – 2:45 (Don Felder, Glenn Frey, Don Henley)
4. Heartache Tonight – 4:25 (Glenn Frey, Don Henley, Bob Seger, J.D. Souther)
5. Hotel California – 6:29 (Don Felder, Glenn Frey, Don Henley)
6. Born to Boogie – 2:16
7. In the City – 3:44 (Barry De Vorzon, Joe Walsh)
8. Get Over It – 3:29 (Glenn Frey, Don Henley)
9. King of Hollywood – 6:02 (Glenn Frey, Don Henley)
10. Too Many Hands – 4:40 (Don Felder, Randy Meisner)
11. Life in the Fast Lane – 4:44 (Glenn Frey, Don Henley, Joe Walsh)
12. The Long Run – 3:41 (Glenn Frey, Don Henley)
13. Long Run Leftovers – 3:02
14. The Last Resort – 7:29 (Glenn Frey, Don Henley)
15. Random Victims, Pt. 3 – 9:42

### Disco 4
1. Hotel California – 6:57 (Don Felder, Glenn Frey, Don Henley)
2. Victim of Love – 5:01 (Don Felder, Glenn Frey, Don Henley, J.D. Souther)
3. Peaceful Easy Feeling – 5:23 (Jack Tempchin)
4. Please Come Home for Christmas – 3:02 (Charles Brown, Gene Redd)
5. Ol' 55 – 5:20 (Tom Waits)
6. Take It to the Limit – 4:02 (Glenn Frey, Don Henley, Randy Meisner)
7. Those Shoes – 6:12 (Don Felder, Glenn Frey, Don Henley)
8. Funky New Year – 3:45 (Glenn Frey, Don Henley)
9. Dirty Laundry – 5:54 (Don Henley, Danny Kortchmar)
10. Funk 49 – 3:47 (Jimmy Fox, Dale Peters, Joe Walsh)
11. All She Wants to Do Is Dance – 5:20 (Danny Kortchmar)
12. The Best of My Love – 5:06 (Glenn Frey, Don Henley, J.D. Souther)

## Formazione
- Don Henley – batteria, voce
- Glenn Frey – chitarra, voce
- Randy Meisner – basso, voce
- Timothy B. Schmit – basso, voce
- Joe Walsh – chitarra, voce
- Don Felder – chitarra
- Bernie Leadon – chitarra, mandolino e banjo

## Classifiche
| Classifica          | Posizione migliore |
| ------------------- | ------------------ |
| Billboard 200       | 109                |
| Top Internet Albums | 11                 |